# Tadeusz Uhma
Tadeusz Uhma (ur. 2 sierpnia 1891 w Jarosławiu, zm.  15/16 marca 1942) – nauczyciel, działacz harcerski, narodowiec.

## Życie
Uczęszczał do Gimnazjum Arcyksiężniczki Elżbiety w Samborze, składając tam w 1908 egzamin dojrzałości. Na uniwersytecie we Lwowie studiował filologię klasyczną i filozofię (1909-1914), studia kontynuował w Paryżu. Od 23 marca 1911 do 12 października 1912 był prezesem Akademickiego Koła TSL. Wchodził w skład Zarządu Okręgowego tej organizacji we Lwowie. Był zastępcą nauczyciela języka łacińskiego i historii w lwowskim gimnazjum.
Po wybuchu Wielkiej Wojny zaangażował się w działalność Legionu Wschodniego, po rozformowaniu którego powrócił do Lwowa, przedzierając się przez front. W 1915 był nauczycielem w gimnazjum Wacławy Peretiatkiewiczowej w Kijowie. Był zaangażowany w działalność wielu organizacji polskich. W 1916 został przyjęty do Ligi Narodowej.
Po wojnie uczył w VIII gimnazjum żeńskim w Warszawie. Zaangażował się w działalność w Macierzy Szkolnej, Towarzystwie Nauczycieli Szkół Wyższych oraz w harcerstwo (wchodził w skład Głównej Komendy Męskiej ZHP). Był autorem podręczników szkolnych.
Po kapitulacji Warszawy stanął na czele nowego zarządu Okręgu Warszawskiego Stronnictwa Narodowego (1939-1941). W jego mieszkaniu, przy ul. Czerwonego Krzyża 14 gestapo zorganizowało kocioł, gdzie aresztowano kilkadziesiąt osób. Uhma został zatrzymany 17 maja 1941. Dwa miesiące potem (23 lipca) do obozu Auschwitz ruszył transport 350 mężczyzn, wśród których był Tadeusz Uhma z niespełna 17-letnim synem Pawłem. Tam w obozie na wiosnę 1942 został zamordowany.

## Publikacje
- Henryk Sienkiewicz. Szkic krytyczny w 70 rocznicę urodzin, Kijów 1916
- Z czasów walki i pokoju, Kijów 1916
- Tadeusz Kościuszko, Kijów 1917
- Dwaj ostatni Piastowie, Warszawa 1923
- Jadwiga i Jagiełło, Warszawa 1923
- Pierwsi Piastowie, Warszawa 1923
- Polska pod rządami królów obieralnych, Warszawa 1923
- Potęga Jagiellonów, Warszawa 1923
- Upadek Polski, Warszawa 1923
- Dajmy Polsce rodzimy kapitał (ruch oszczędnościowy i jego metody), Warszawa 1935